# Worms Forts: Under Siege
Worms Forts: Under Siege es un videojuego de la saga Worms, desarrollado por Team17 y distribuido por THQ Wireless. El juego está completamente en 3D, y cuenta con construcciones, no disponibles en los demás juegos. 

## Objetivo
El objetivo es vencer al oponente, cosa que se puede llevar a cabo debilitando a sus gusanos o destruyendo su fortaleza. Esto se consigue utilizando varios tipos de armas.
También el juego contiene un Modo Historia (Por campañas). En el que el jugador pasará completando determinadas misiones por historias mitológicas ambientadas en Antiguo Egipto, Antigua Grecia, Asia Oriental y la Edad Media.

## Edificaciones

### Fortaleza
Desde este edificio se pueden construir los demás edificios. Si la fortaleza es destruida, el jugador al que le pertenece quedará eliminado al momento. 

### Torre
Es la primera edificación que puede ser construida. Cuando un gusano esté encima de una torre, puede utilizar armas de nivel 2. No requiere lugares de 
victoria.Confirmado

### Torreón
Una versión mejorada de la torre, en el cual los gusanos pueden usar armas de nivel 3. Requiere dos lugares de victoria.

### Castillo
Edificio fortificado. Pueden ser usadas armas de nivel 4. Requiere tres lugares de victoria.

### Ciudadela
El edificio más potente, parecida a la fortaleza, con la diferencia de que desde este se puede disparar. Los gusanos pueden usar armas de nivel 5. Requiere cuatro lugares de victoria.

### Hospital
Edificio débil, fácilmente destruible. Aquí se pueden revivir dos gusanos como máximo. Requiere dos lugares de victoria.

### Fábrica de Armas
Edificio pequeño, sin protección alguna, produce cajas de armas cada turno. La cantidad depende de la salud que le reste. Es muy útil en batallas largas. Requiere tres lugares de victoria.

### Laboratorio Científico
Es débil, al igual que la fábrica de armas. Aumenta el daño hecho por las armas propias en un 50%. Requiere cuatro lugares de victoria.

### Maravilla
Edificación fuerte, la cual permite vencer a su constructor en dos turnos desde su construcción, a menos que antes sea demolida. Requiere cinco lugares de victoria.

## Armas
Las armas sólo pueden ser utilizadas en edificaciones, excepto unas pocas que se pueden lanzar desde el suelo.
|                           | Nivel 1: Suelo     | Nivel 2: Torre   | Nivel 3: Torreón     | Nivel 4: Castillo | Nivel 5: Ciudadela |
| Familia Bazooka           | Bazooka            | Mortero          | Onagro de Asedio     | Ataque Pájaro     | Lanzacohetes       |
| Familia Granada           | Granada            | Cluster Launcher | Chili con Carnicería | Lanzafrigoríficos | Trabuco            |
| Familia Asalto Aéreo      | Ataque Aéreo       | Ataque de Napalm | Ataque de Mina       | Ataque Animal^    | Burro Troyano^     |
| Familia Controlable       | Canario de 300 kg  | Viejecita        | Rinoceronte          | Super Hipopótamo  | Armada Mono^       |
| Ataques del "ser supremo" | Tormenta Eléctrica | Terremoto        | Inundación           | Ataque nuclear^   | Armageddon^^       |
| Familia de Disparo        | Puño de Fuego      | Ballesta         | Minipistola          | Gran Ballesta     | Láser Gigante      |

- Deben ser desbloqueados en las campañas.
- Deben ser desbloqueados en los desafíos súbitos.

## Historias
Egipto: La historia de Egipto se centra en un gusano llamado Seth que trata de levantar un ejército de los muertos para luchar contra el Faraón.
Grecia: La historia griega se centra en la guerra contra Troya, capitanizada por un gusano llamado Helen.
Oriente: El Oriental se centra en las invasiones de los mongoles con cursos con nombres que empiezan con "Rise of..." y "La Caída De...". El último mapa muestra una nave destruida Mongol (una referencia al tsunami que destruyó la flota mongol)
Edad Media: La Historia de la Edad Media se centra en el rey Arturo, y cómo se convirtió en rey. El último mapa se llama "Mordred y Morgana", - una referencia a la última batalla, en la que Arturo fue herido fatalmente.